# Kosuke Yamamoto
Kosuke Yamamoto (jap. 山本 康裕 Yamamoto Kosuke; ur. 29 października 1989 w Hamamatsu, prefekturze Shizuoka) – japoński piłkarz występujący na pozycji pomocnika, zawodnik Júbilo Iwata.

## Życiorys

### Kariera klubowa
Od 2006 roku jest zawodnikiem japońskiego klubu Júbilo Iwata, umowa do 31 stycznia 2020; skąd w latach 2014–2015 wypożyczony był do Albirex Niigata.

### Kariera reprezentacyjna
Był reprezentantem Japonii w kategoriach wiekowych: U-19 i U-22.

## Sukcesy

### Klubowe
Júbilo Iwata
- Zwycięzca Pucharu Ligi Japońskiej: 2010
- Zwycięzca Copa Suruga Bank: 2011